# Toso

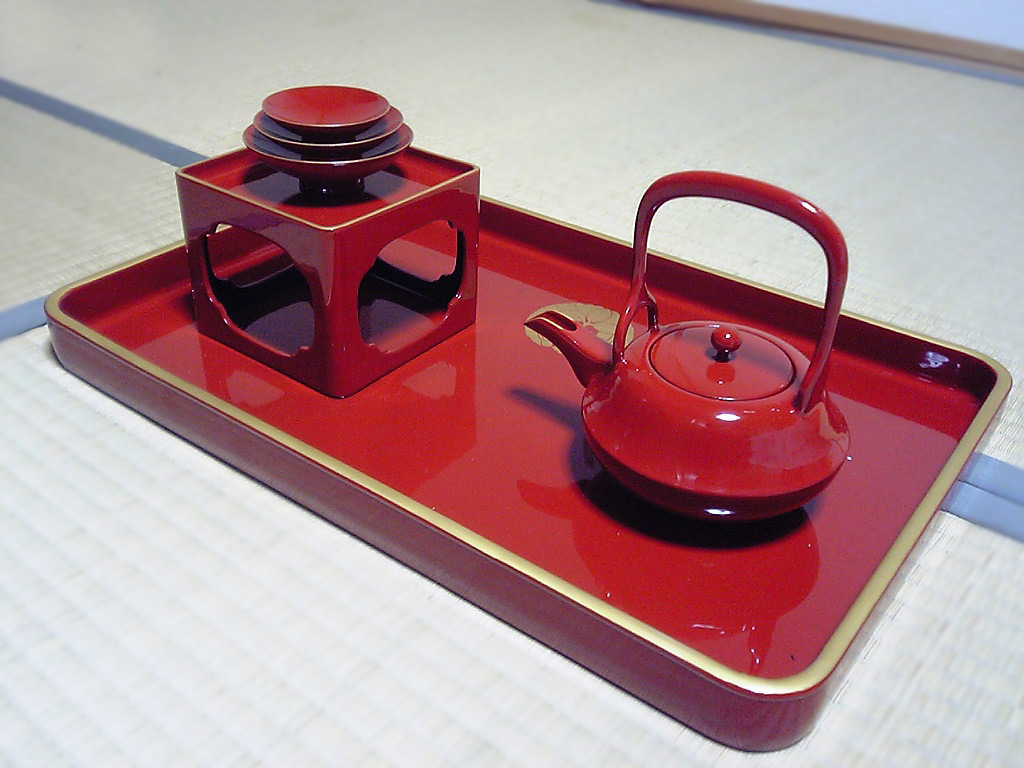
O-toso y tres copas sakazuki lacadas en bermellón.

El toso (屠蘇?) u o-toso es un sake medicinal especiado que se toma tradicionalmente durante las celebraciones del año nuevo en Japón.

## Cultura
El toso se bebe para depurar las enfermedades del año anterior y para propiciar una larga vida. Durante generaciones se ha dicho que «si una persona lo bebe su familia no caerá enferma; si lo hace la familia completa nadie en el pueblo caerá enfermo», y ha sido una parte fundamental de la cocina osechi de año nuevo en Japón.
Toso se escribe en japonés usando dos caracteres: 蘇 representando a los espíritus malignos y 屠, ‘derrotar’.
El toso se elabora combinando varias hierbas medicinales para conseguir tososan (屠蘇散?), una mezcla de especias, que se pone a remojo en sake o mirin. Si se hace con mirin, esencialmente un sake dulce, es apto para ser bebido, pero usar mirin fermentado no es apropiado porque resulta demasiado salado.
Se usan tres tamaños de copas, llamadas sakazuki (盃?), empezando por la más pequeña, que se pasan a cada miembro de la familia o invitado para tomar un sorbo. El ritual cambia de una región a otra, pero en situaciones formales se procede del más joven al mayor. Esta tradición se originó en China, donde el joven efectivamente prueba la bebida por si tuviera toxinas. Sin embargo, en Japón cambió la costumbre cerca del comienzo de las eras Meiji o Showa, y el cabeza de familia suele tomar el primer sorbo.
La tradición de beber toso en el año nuevo empezó en China en la dinastía Tang, y fue adoptada por los aristócratas japoneses durante la era Heian. La primera taza bebida se hace con tososan, y la segunda y tercera con variedades diferentes llamadas byakusan y toshōsan.
La ceremonia de beber toso pasó finalmente al público general, y los médicos distribuían tososan. Todavía hoy algunas farmacias han conservado la costumbre y regalan tososan a finales de año.
La costumbre se limita en la actualidad principalmente a Kansai y al oeste de Japón. En otras regiones la celebración del o-toso en año nuevo se limita a sake normal sin tososan.

## Ingredientes

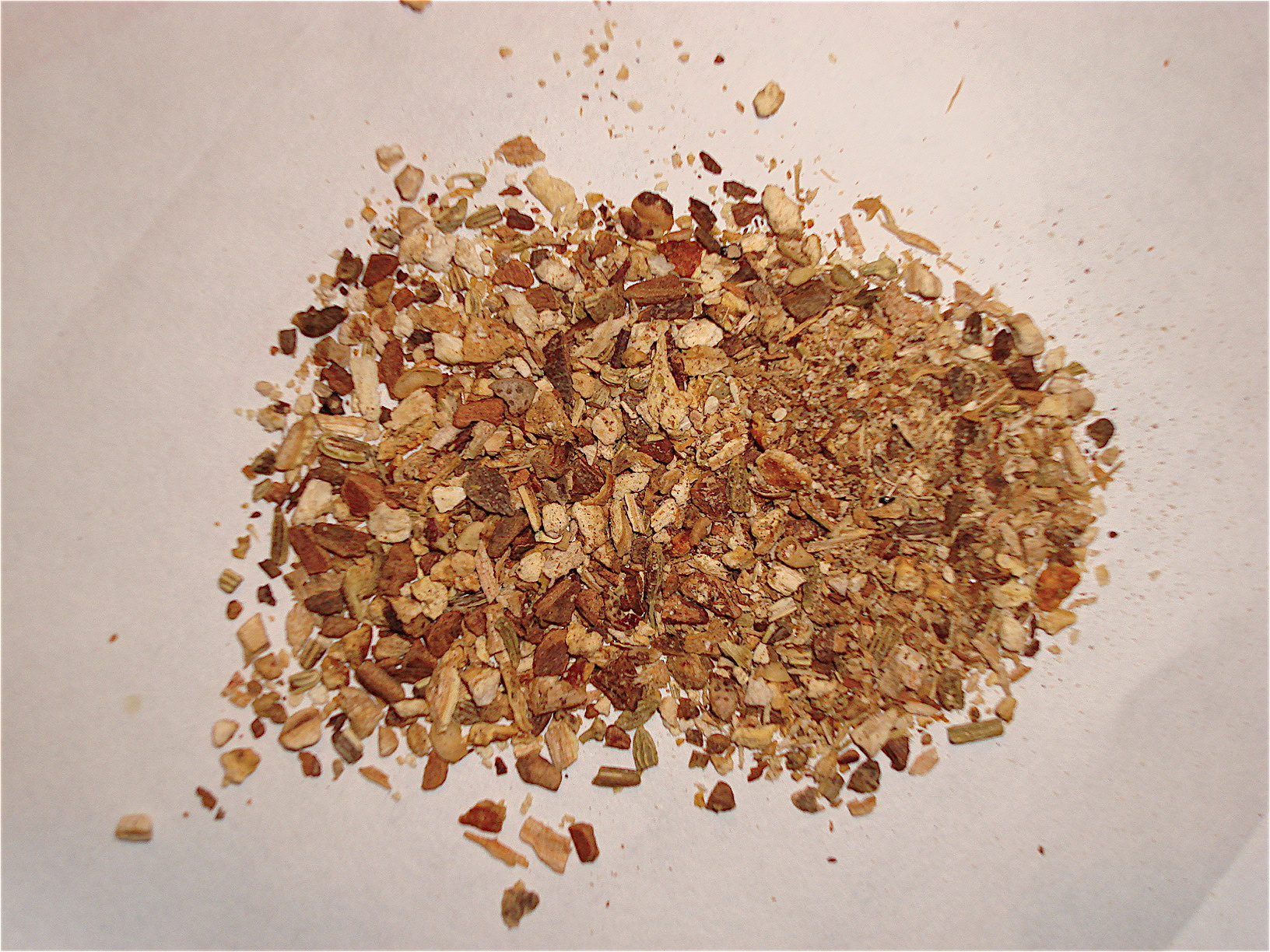
Tososan.

Se dice que la mezcla tososan se originó como una receta del médico chino Hua Tuo durante la época de los Tres Reinos.
Los ingredientes han cambiado algo con el tiempo, descartándose algunos de los originales chinos en uno u otro momento por ser demasiado fuertes para el consumo ocasional. Actualmente se elabora típicamente con pimienta de Sichuan, raíz de asiasari, apiáceas, canela, jengibre seco, Atractylodes japonica, campanilla china y ruibarbo, entre otros.
Se sostiene que es efectivo medicinalmente y útil en caso de resfriado.